# Makaseau Ioane
Makaseau Ioane est un homme politique niuéen.

## Biographie
Policier et procureur, il est un temps membre du conseil du village de Mutalau.
Candidat malheureux aux élections législatives de 2011 dans la circonscription que constitue ce village, il ne se présente pas à celles de 2014 et est battu à nouveau à celles de 2017. Aux élections de 2020, il obtient exactement 50 % des suffrages du village (26 voix), à égalité avec la députée sortante Maureen Melekitama. Les deux candidats sont départagés au tirage au sort, qui donne l'avantage à Makaseau Ioane ; il entre ainsi au Parlement de Niué,,,. Il est battu dans sa circonscription aux élections de 2023.